# ARC Malpelo
Pour les articles homonymes, voir Malpelo.
L'ARC Malpelo (pennant number : BO-156) est un navire de recherche océanographique de la marine nationale colombienne.

## Conception
L'ARC Malpelo a été construit en 1981 par Jansen Schiffswerft à Leer, en Allemagne. Sa longueur hors tout est de 55 m,,, son maître-bau de 10 m, et son tirant d'eau de 5.2 m,,. Son déplacement est de 780 tonnes. Il a une vitesse maximale de 10,5 nœuds et 9 nœuds en vitesse de croisière. Il est nommé ainsi d’après l'île de Malpelo, une île de Colombie située dans l'océan Pacifique, dont le sanctuaire de faune et flore est inscrit au patrimoine de l'humanité.
Pour mener à bien sa mission de recherche océanographique, l’ARC Malpelo a été doté (de même que l’ARC Providencia, un autre navire colombien du même type) d’un magnétomètre marin Geometrics G‐882, propriété de la Dirección General Marítima (DIMAR). Cet appareil a une large gamme de détection pour les matériaux ferreux de diverses tailles et une sensibilité de <0,004 Nt/πHz qui augmente les probabilités de détection. Il fonctionne jusqu’à une profondeur de 2750 m environ, et à des températures allant de -35° à +50° Celsius.

## Engagements
L’ARC Malpelo est devenu célèbre le 27 novembre 2015 quand il a retrouvé le San José, un galion espagnol de 62 canons et trois mâts qui a coulé le 8 juin 1708, avec 600 personnes à bord lors d’une bataille navale avec quatre navires britanniques pendant la guerre de Succession d'Espagne, un conflit que les Espagnols et les Français menaient contre les Anglais. Le navire est souvent appelé le « Saint Graal des épaves » car il a coulé avec une cargaison de plus de 200 tonnes d’or, d’argent et d’émeraudes, représentants six années d’impôts et de bénéfices accumulés, collectés dans les colonies espagnoles d'Amérique latine pour aider à financer l’effort de guerre espagnol. Ce trésor est estimé à plusieurs milliards de dollars (entre 17, 20 et 22 selon les sources), ce qui en fait le navire au trésor le plus riche jamais enregistré. L’expédition de recherche a été menée par la marine colombienne en coopération avec la société britannique Maritime Archaeology Consultants (MAC) et l’Institut océanographique de Woods Hole (WHOI), une organisation privée à but non lucratif créée en 1930 et située à Cape Cod, dans le Massachusetts, qui se consacre à la recherche marine, à l’ingénierie et à l’enseignement supérieur. Le WHOI a fourni un robot sous-marin autonome, le REMUS 6000, qui appartient à la Fondation Dalio et est exploité par le WHOI dans le cadre d’un contrat d’exploitation et de maintenance. Le San José a été retrouvé à plus de 600 mètres sous la surface au large de Carthagène en Colombie. L’épave était partiellement recouverte de sédiments, mais a été formellement identifiée grâce aux photos prises par le Remus de ses canons en bronze avec des dauphins décoratifs gravés, une caractéristique unique du San José. Cette découverte revêt une importance culturelle et historique considérable pour le gouvernement et le peuple colombiens, en raison du trésor d’artefacts culturels et historiques du navire et des indications qu’ils peuvent fournir sur le contexte économique, social et politique de l’Europe au début du XVIIIe siècle,,,,,,,.